# 橋本まい
橋本 まい（はしもと まい、1984年1月3日 - ）は、日本の声優、舞台女優。フリー。福島県白河市出身。
代表作に、『To LOVEる -とらぶる-』の九条凛などがある。

## 略歴
小さい頃から漫画を声に出して読むのが好きで、高校時代は演劇部に所属していた。当時は結構ラブストーリーが多く、女子校だったが、男役があり、橋本はだいたいヒロインなどの女の子役を演じていた。創作演劇が多く、発表は文化祭のほかに大会に出場するのを目標にしていた。
高校卒業後、大学に通いにながら養成所に通っていた。
2012年12月31日、デビューから所属していたホーリーピークを退所、フリーでの活動に入る。
2018年4月2日、声優の羽多野渉との結婚が、相手方の公式ブログにて発表された。

## 出演
太字はメインキャラクター。

### テレビアニメ
2007年
- CODE-E / Mission-E（2007年 - 2008年、海老原千波美）- 2シリーズ
- 地獄少女 二籠（2007年 - 2017年、女友達、小林）- 3シリーズ
- 地球へ…（女子生徒）
- 桃華月憚（蓮会女子、女子生徒）
- もっけ（久佐子）

2008年
- To LOVEる -とらぶる-（2008年 - 2015年、九条凛、女子生徒）- 4シリーズ
- こそどろねこ（白猫こも）

2009年
- うみねこのなく頃に（クラスメートA）

2010年
- 侵略派遣美少女 ミリ（ミリ）　※「アニたま」月間ショート劇場
- ぬらりひょんの孫（女生徒、女）
- はなかっぱ（2010年 - 2017年、みろりん、ホタル、審査員のおばさん、リス、赤ちゃん、てんとう虫、お客さん、蚊、ヤギのおばさん、家来、サル坊、クー　他）

2012年
- 武装神姫（タマミィ / 猫型 マオチャオ）
- リコーダーとランドセル ド♪（たまタン）

2014年
- ソウルイーターノット!（女子生徒A）

### 劇場アニメ
- はなかっぱ 花さけ!パッカ〜ん♪ 蝶の国の大冒険（2013年、みろりん）

### OVA
- To LOVEる -とらぶる- OVA（2009年、九条凛）※コミックス第13巻〜第16巻限定版に付属
- ひぐらしのなく頃に礼（2009年、クラスメイト）
- Baby Princess 3Dぱらだいす0（ラブ）（2011年、夕凪[11]）

### ゲーム
2006年
- 武装神姫 BATTLE RONDO（猫型MMS マオチャオ）

2008年
- すっごい!アルカナハート2〜転校生 あかねとなずな〜（犬若なずな）
- To LOVEる -とらぶる- ワクワク! 林間学校編（九条凛）
- To LOVEる -とらぶる- ドキドキ! 臨海学校編（九条凛）

2009年
- アルカナハート3（犬若なずな）
- NUGA-CEL!（流瀬千代）

2010年
- 武装神姫 BATTLE MASTERS（猫型MMS マオチャオ）
- もっとNUGA-CEL!（流瀬千代）

2011年
- 武装神姫 BATTLE MASTERS Mk.2（猫型MMS マオチャオ）

2015年
- To LOVEる -とらぶる- ダークネス トゥループリンセス（九条凛）

2017年
- ひめがみ絵巻（風神、ラクシャーサ）

### 吹き替え

#### テレビアニメ
- レゴ フレンズ 〜ともだちキラキラ!ものがたり〜（エマ）※2012年アニマックス版
- レゴ チーマ 〜アニマル戦士たちの伝説〜（2013年、クルーラー）

### ラジオ
※はインターネット配信。
- avex presents 桃井はるこのニコニコRADIO（2007年 - 2008年、文化放送）- アシスタント
- avex presents 桃井はるこのフムフムRADIO（2007年 - 2008年、文化放送『アニスパ』内）- アシスタント
- あるとら〜All together radio〜（2009年 - 2010年、橋本まいの桃色図鑑、毎週金曜動画付課金放送）
- webラジオペースメーカー（2010年 - 2014年）

### ラジオドラマ
- パーティー5のひまつぶしラジオ（藤沢秋良）

### ドラマCD
- To LOVEる -とらぶる-（九条凛）

### その他CD
- 舞台劇中歌「ホログラフ グラフティ」
- 方言CD（福島県）

### ラジオCD
- 武装神姫 RADIO RONDO ラジオCD（第9回ゲスト、2008年3月21日）

### 舞台
- 劇団東京都鈴木区
  - 第2回公演「The 時給探偵〜17時までの名探偵〜」（2010年1月29日-30日）※声の出演
  - 第3回公演「TOKYO RADIO CLUB！」 （2010年12月3日-5日）※声の出演
  - 第5回公演「ヒーロー ア ゴーゴー!」（2012年6月20日-24日）※声の出演
  - 第7回公演「ヒーロー ア ゴーゴー! 〜遊園地編〜」（2013年3月13日-24日）※声の出演
  - 第11回公演「翔べ!スペースノイド」（2015年4月2日-5日）ヒマリ役
- 劇団東京都鈴木区 with Team.よじポケ
  - 第1回リアルナゾトキ公演 「The 時給探偵〜消えた探偵助手〜」（2011年4月9日-10日）

### その他
- アニたま（たまタン）※ 番組案内役のぬいぐるみ

## ディスコグラフィ

### キャラクターソング
| 発売日  | 商品名                                                | 歌                            | 楽曲                                                                 | 備考                                         |
| 2007年  | 2007年                                                | 2007年                        | 2007年                                                               | 2007年                                       |
| ------- | ----------------------------------------------------- | ----------------------------- | -------------------------------------------------------------------- | -------------------------------------------- |
| 9月26日 | 恋はビリビリSENSATION!                                | B・Bガ〜ルズ                  | 「恋はビリビリSENSATION!」                                           | テレビアニメ『CODE-E 』関連曲                |
| 2008年  |                                                       |                               |                                                                      |                                              |
| 9月26日 | Music☆Mission! CODE-E&Mission-E Sound collection      | B・Bガ〜ルズ                  | 「Feel so Easy! ビリビリver.」                                       | テレビアニメ『Mission-E 』エンディングテーマ |
| 2011年  |                                                       |                               |                                                                      |                                              |
| 3月17日 | 武装神姫 CHARACTER SONG and SPECIAL RADIO RONDO Vol.2 | 猫型MMSマオチャオ（橋本まい） | 「LOVE LOVE なのだ」 「LOVE LOVE なのだ（Hommarju EUROBEAT Remix）」 | ゲーム『武装神姫 BATTLE MASTERS』関連曲      |

### 歌手参加作品
| 発売日  | 商品名                                  | 歌       | 楽曲         | 備考                                     |
| 2008年  | 2008年                                  | 2008年   | 2008年       | 2008年                                   |
| ------- | --------------------------------------- | -------- | ------------ | ---------------------------------------- |
| 9月26日 | もっけ DVD 其の玖 永続封入特典 音楽集CD | 橋本まい | 「パノラマ」 | テレビアニメ『もっけ』エンディングテーマ |

### ユニットメンバー
1. ↑  海老原千波美（橋本まい）、九条園美（名塚佳織）、斎橋由真（水野理紗）、小松菜圭子（桃井はるこ）
2. ↑  君塚麻織（稲村優奈）、海老原千波美（橋本まい）、九条園美（名塚佳織）、斎橋由真（水野理紗）、小松菜圭子（桃井はるこ）